# Frederic Ward Putnam

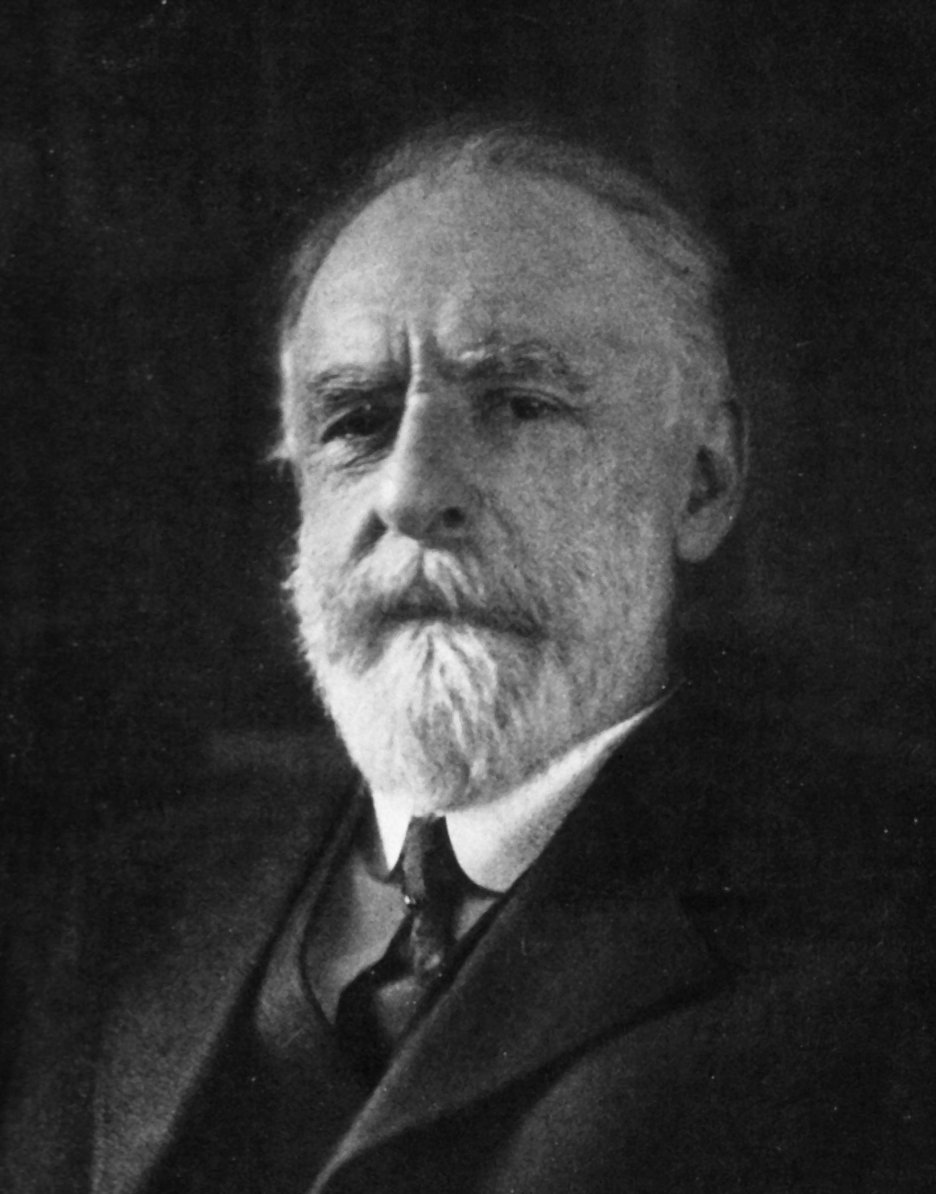
Frederic Ward Putnam.

Frederic Ward Putnam, född 16 april 1839 i Salem, Massachusetts, död 14 augusti 1915 i Cambridge, Massachusetts, var en amerikansk antropolog och biolog. 

## Biografi

### Naturforskare
År 1856 var han curator för ornitologi vid Essex Institute i Salem och han publicerade samma år en lista över fåglarna i Essex County. Också 1856 gick han på Lawrence Scientific School och tog en specialkurs under Louis Agassiz, och blev sedan hans assistent fram till 1864. Han var ansvarig för Museum of Essex Institute från 1864 till 1867, då han blev superintendent för East India Marine Society , och efteråt chef för Peabody Academy of Sciences. Han var instruktör och lärare vid School of Natural History på Penikese Island 1874, och samma år utnämndes han till assistent i Kentucky Geological Survey.  Som naturforskare sysslade särskilt med fiskar. Han bröt med Louis Agassiz på frågan om Darwins evolutionslära.

### Arkeolog
1865 publicerade Putnam en artikel om "An Indian Grave and its Contents, on Winter Island, Salem, Massachusetts." Hans arkeologiska verksamhet började med den publiceringen, för kontrollerar den långa listan med hans publikationer, kommer man att se att från denna tidpunkt ökar artiklarna om den tidiga amerikanska människan stadigt i antal, och arbeten inom zoologin upphör praktiskt taget.
1875 blev han intendent för Peabody Museum of Archaeology and Ethnology vid Harvard University, och utnämndes därefter till 1886 till professor i amerikansk arkeologi och etnologi vid Harvard, en befattning vilken han innehade till 1909, då han tog avsked som emeritus. Han var chef för avdelningen för etnologi i World's Columbian Exposition1893. 1894 blev han curator för antropologi vid American Museum of Natural History i New York City. Hans forskning inom amerikansk arkeologi gällde många olika ämnen, särskilt omfattande var hans utforskningar i Ohio, där han var avgörande för att bevara Great Serpent Mound, och i New Jersey. Han startade organisationen Naturalist's Directory 1865 och var en av grundarna av American Naturalist 1867, och 1898 var han ordförande för American Association for the Advancement of Science. Han var verksam inom många av vetenskapens olika områden både som författare och forskningsresande. Han blev 1903 ledamot av Vitterhets-, historie- och antikvitetsakademien.